# 31. Oscar-gála
Az 31. Oscar-gálát, a Filmakadémia díjátadóját 1959. április 6-án tartották meg. A díjátadók között volt Bette Davis, Anthony Quinn, Tony Curtis, Charlton Heston, Natalie Wood, Sophia Loren, Shirley MacLaine, Peter Ustinov, Doris Day, Gary Cooper, Elizabeth Taylor, Ingrid Bergman és még sok neves filmsztár, a műsort Laurence Olivier vezette és Maurice Chevalier, Cary Grant és Gábor Zsazsa énekelt és táncolt. A televíziós közvetítés is húsz perccel hosszabb volt a tervezettnél. A könnyed franciás musical, a Gigi tarolt új rekordot beállítva, mind a kilenc jelölését díjra váltva.
Az akadémia hosszú idő után kimondta: a kommunistagyanús személyekre vonatkozó szabály a gyakorlatban kivitelezhetetlen,[forrás?] ennek ellenére A megbilincseltek forgatókönyvírója, Nedrick Young csak álnévén (Nathan E. Douglas) vehette át az Oscar szobrot.

## Kategóriák és jelöltek

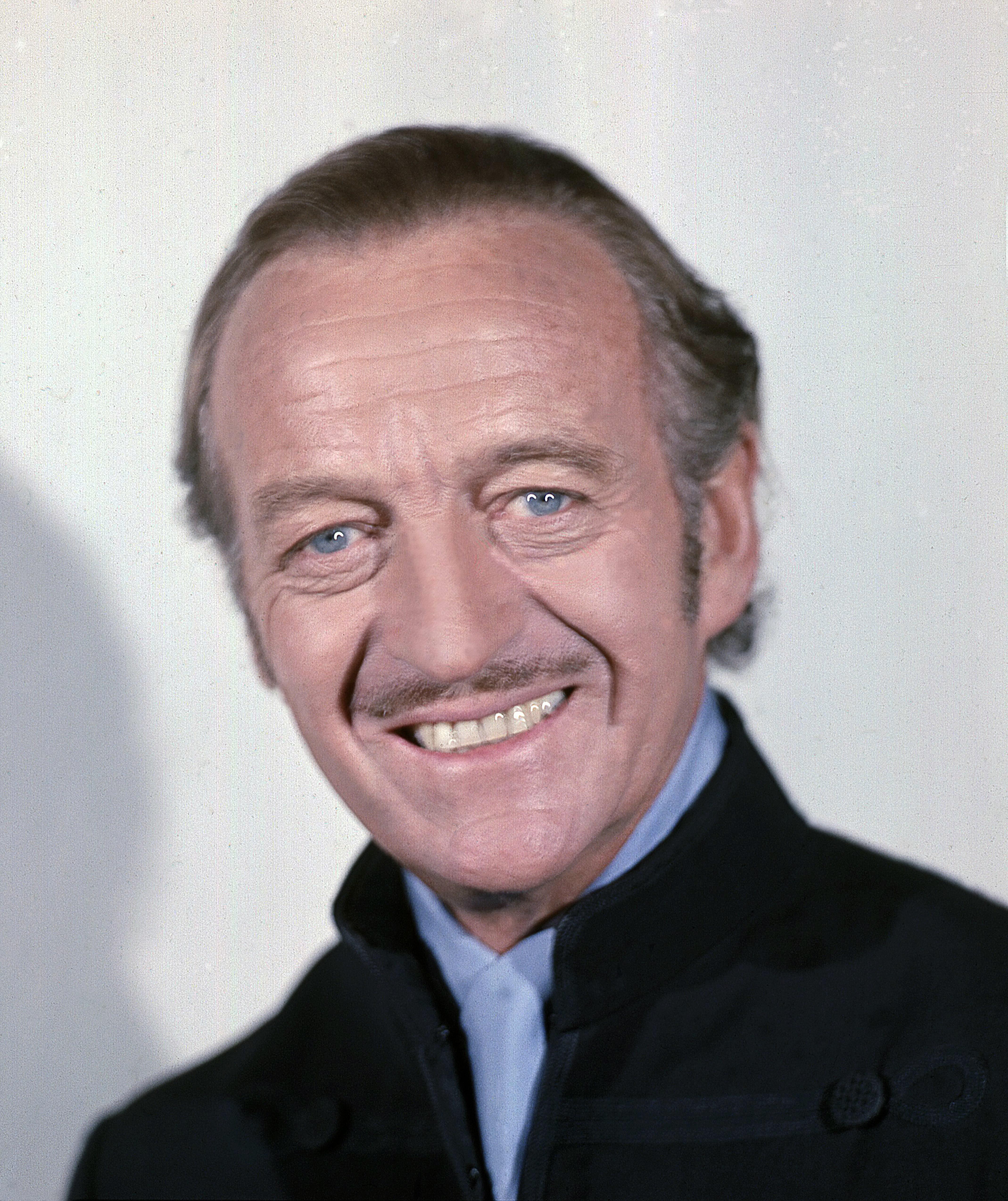
David Niven; legjobb színész

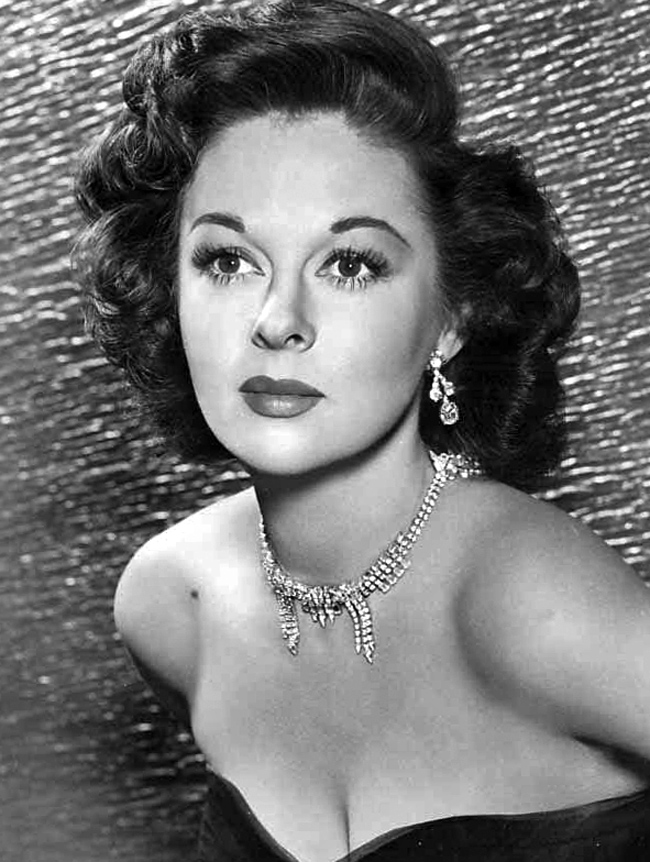
Susan Hayward; legjobb színésznő

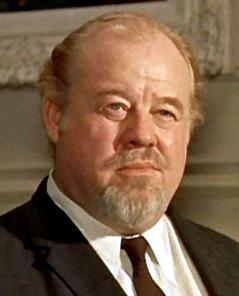
Burl Ives; legjobb férfi mellékszereplő

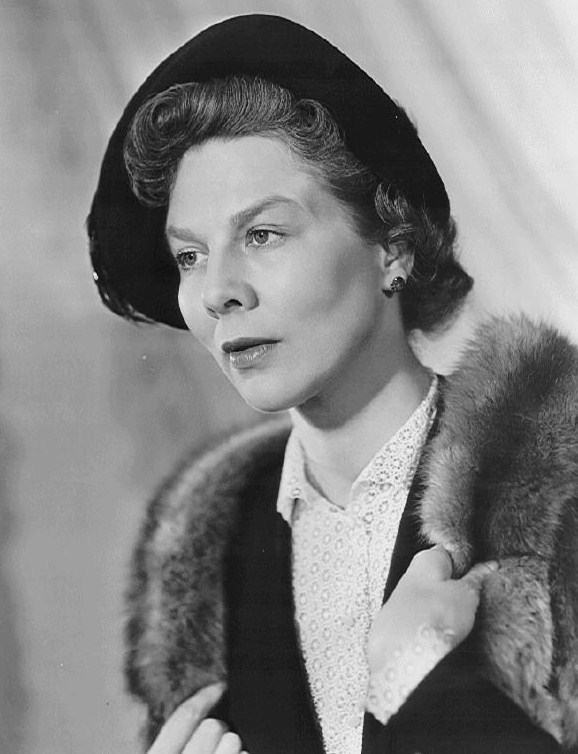
Wendy Hiller; legjobb női mellékszereplő

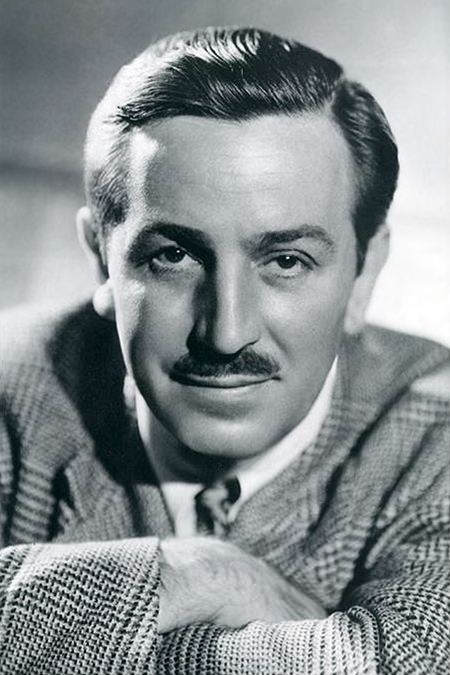
Walt Disney; legjobb rövidfilm

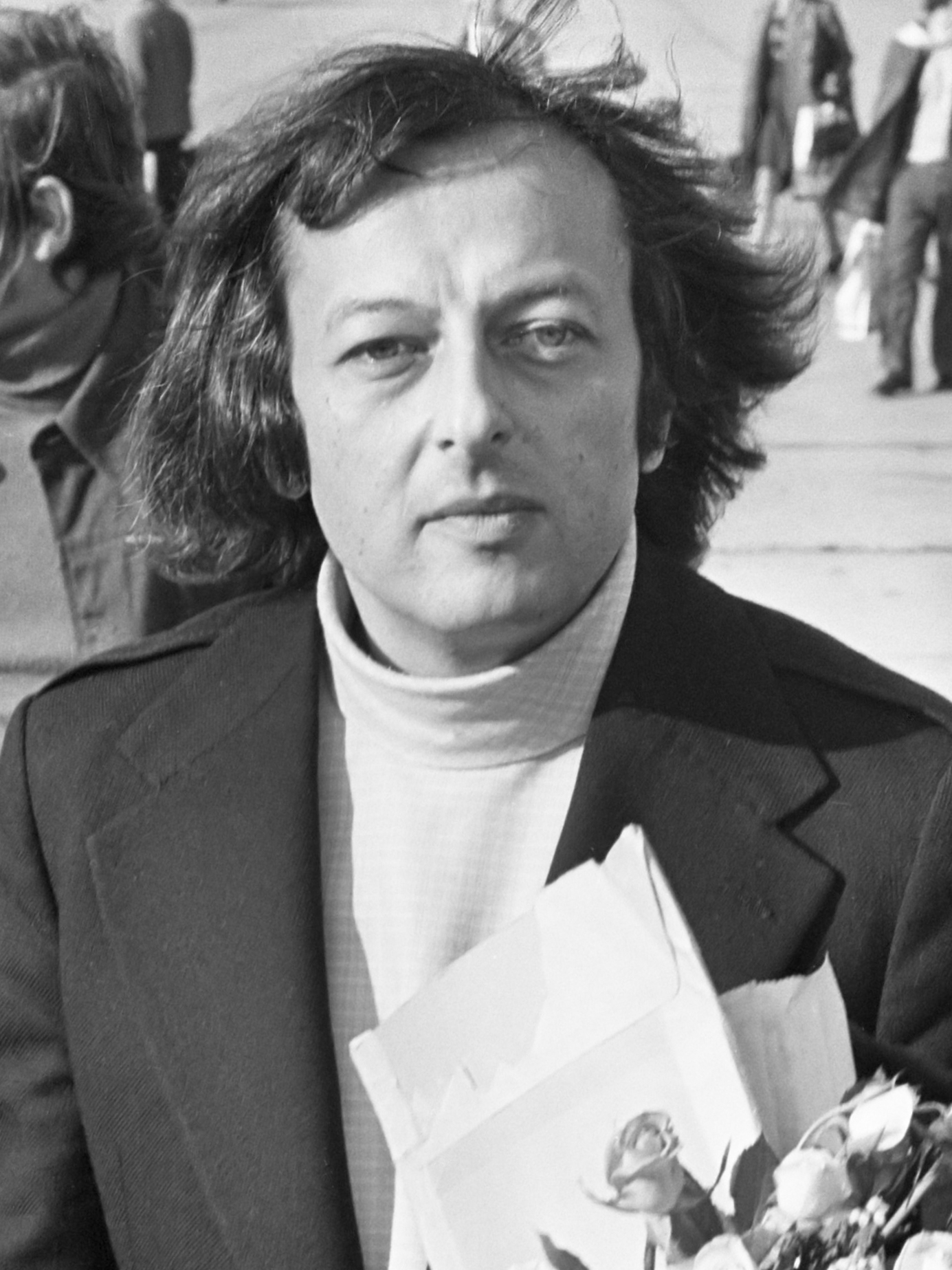
André Previn; legjobb filmzene musicalfilmben

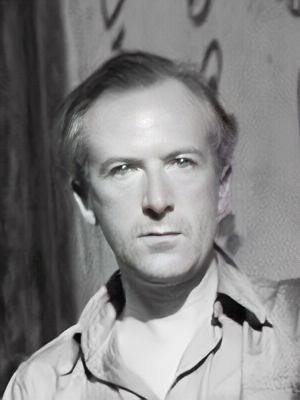
Cecil Beaton; legjobb jelmeztervezés

A nyertesek félkövérrel jelölve

### Legjobb film
- Gigi – Metro-Goldwyn-Mayer – Arthur Freed
  - Auntie Mame – Warner Bros. – Jack L. Warner
  - Külön asztalok (Separate Tables) – Hecht-Hill-Lancaster, United Artists – Harold Hecht
  - Macska a forró bádogtetőn (Cat on a Hot Tin Roof) – Metro-Goldwyn-Mayer – Lawrence Weingarten
  - A megbilincseltek (The Defiant Ones) – Kramer, United Artists – Stanley Kramer

### Legjobb színész
- David Niven – Külön asztalok (Separate Tables)
  - Tony Curtis        – A megbilincseltek (The Defiant Ones)
  - Paul Newman        – Macska a forró bádogtetőn (Cat on a Hot Tin Roof)
  - Sidney Poitier     – A megbilincseltek (The Defiant Ones)
  - Spencer Tracy      – Az öreg halász és a tenger (The Old Man and the Sea)

### Legjobb színésznő
- Susan Hayward – Élni akarok! (I Want to Live!)
  - Deborah Kerr – Külön asztalok (Separate Tables)
  - Shirley MacLaine – Rohanva jöttek (Van, aki futva érkezett)[3] (Some Came Running)
  - Rosalind Russell – Auntie Mame
  - Elizabeth Taylor – Macska a forró bádogtetőn (Cat on a Hot Tin Roof)

### Legjobb férfi mellékszereplő
- Burl Ives – Idegen a cowboyok között (The Big Country)
  - Theodore Bikel – A megbilincseltek (The Defiant Ones)
  - Lee J. Cobb – A Karamazov testvérek (The Brothers Karamazov)
  - Arthur Kennedy – Rohanva jöttek (Van, aki futva érkezett) (Some Came Running)
  - Gig Young – A nagy riport (Teacher’s Pet)

### Legjobb női mellékszereplő
- Wendy Hiller – Külön asztalok (Separate Tables)
  - Peggy Cass – Auntie Mame
  - Martha Hyer – Rohanva jöttek (Van, aki futva érkezett) (Some Came Running)
  - Maureen Stapleton – Lonelyhearts
  - Cara Williams – A megbilincseltek (The Defiant Ones)

### Legjobb rendező
- Vincente Minnelli – Gigi
  - Richard Brooks – Macska a forró bádogtetőn (Cat on a Hot Tin Roof)
  - Stanley Kramer – A megbilincseltek (The Defiant Ones)
  - Mark Robson – The Inn of the Sixth Happiness
  - Robert Wise – Élni akarok! (I Want to Live!)

### Legjobb eredeti történet
- A megbilincseltek (The Defiant Ones) – Nathan Douglas, Harold Jacob Smith
  - The Goddess – Paddy Chayefsky
  - Magányos apuka megosztaná[4] (Houseboat)[* 1]  – Melville Shavelson, Jack Rose
  - The Sheepman[* 2] – James Edward Grant, William Bowers
  - A nagy riport (Teacher’s Pet) – Fay Kanin, Michael Kanin

### Legjobb adaptált forgatókönyv
- Gigi – Alan Jay Lerner forgatókönyve Colette regénye alapján
  - Macska a forró bádogtetőn (Cat on a Hot Tin Roof) – Richard Brooks, James Poe forgatókönyve Tennessee Williams színműve alapján
  - The Horse's Mouth[* 3] – Alec Guinness forgatókönyve Joyce Cary regénye alapján
  - Élni akarok! (I Want to Live!) - Nelson Gidding, Don M. Mankiewicz forgatókönyve Barbara Graham levelei és Ed Montgomery cikkei alapján
  - Külön asztalok (Separate Tables) – John Gay, Terence Rattigan forgatókönyve Terence Rattigan színműve alapján

### Legjobb operatőr
- Sam Leavitt –  A megbilincseltek (ff)
  - Vágy a szilfák alatt (Desire Under the Elms) – Daniel L. Fapp
  - Élni akarok! (I Want to Live!) – Lionel Lindon
  - Külön asztalok (Separate Tables) – Charles Lang
  - Oroszlánkölykök (The Young Lions) – Joseph MacDonald
- Joseph Ruttenberg –  Gigi (színes)
  - Auntie Mame – Harry Stradling Sr.
  - Macska a forró bádogtetőn (Cat on a Hot Tin Roof) – William Daniels
  - Az öreg halász és a tenger (The Old Man and the Sea) – James Wong Howe
  - South Pacific – Leon Shamroy

### Látványtervezés és díszlet
(Csak egy díjat adtak ki.)
- William A. Horning (posztumusz), E. Preston Ames, Henry Grace, F. Keogh Gleason – Gigi
  - Malcolm Bert, George James Hopkins – Auntie Mame
  - Cary Odell, Louis Diage – Boszorkányos szerelem[9]/Harang, biblia és gyertya[* 4] (Bell, Book and Candle)
  - Lyle R. Wheeler, John DeCuir, Walter M. Scott, Paul S. Fox – A Certain Smile[* 5]
  - Hal Pereira, Henry Bumstead, Samuel M. Comer, Frank McKelvy – Szédülés (Vertigo)

### Legjobb vágás
- Gigi – Adrienne Fazan
  - Auntie Mame – William Ziegler
  - Mondvacsinált cowboy (Cowboy)[* 6] – William A. Lyon, Al Clark
  - A megbilincseltek (The Defiant Ones) – Frederic Knudtson
  - Élni akarok! (I Want To Live!) – William Hornbeck

### Legjobb vizuális effektus
- Hüvelyk Matyi (Tom Thumb) – Vizuális effektus: Tom Howard
  - Torpedo Run – Vizuális effektus: A. Arnold Gillespie

### Legjobb idegen nyelvű film
- Nagybácsim (Mon Oncle/My Uncle) (Franciaország) – Alter, Centauro, Gray, Specta – Louis Dolivet, Fred Orain, Alain Terrouane, Jacques Tati producers, Jacques Tati rendező.
  - Helden (angol címén: Arms and the Man) (Németország) – Bavaria Filmkunst – Peter Golbaum és Harry R. Sokal producerek – Franz Peter Wirth rendező.
  - A bosszú(wd) (La Venganza/Vengeance) (Spanyolország) – Guion, Suevia, Vides – Juan Antonio Bardem rendező
  - Az egy évig tartó út (La Strada lunga un anno/The Road a Year Long) (Jugoszlávia/Olaszország – olasz nyelvű – Croatia Film, Jadran Film – Ivo Vrhovec production manager – Giuseppe De Santis rendező
  - Palimadarak/Ismerős ismeretlenek[14][15] (I soliti ignoti/Big Deal on Madonna Street/Persons Unknown) (Olaszország) – Cinecittr, Lux, Vides – Franco Cristaldi producer – Mario Monicelli rendező

### Legjobb eredeti filmzene

#### Filmzene drámai filmben vagy vígjátékban
- Az öreg halász és a tenger (The Old Man and the Sea) – Dimitri Tiomkin
  - Idegen a cowboyok között (The Big Country) – Jerome Moross
  - Külön asztalok (Separate Tables) – David Raksin
  - White Wilderness – Oliver Wallace
  - Oroszlánkölykök (The Young Lions) – Hugo Friedhofer

#### Filmzene musicalfilmben
- Gigi – André Previn
  - The Bolshoi Ballet – Jurij Fajer és Gennagyij Rozsdyesztvenszkij
  - Damn Yankees! – Ray Heindorf
  - Mardi Gras – Lionel Newman
  - South Pacific – Alfred Newman és Ken Darby

## Statisztika

### Egynél több jelöléssel bíró filmek
- 9 : Megbilincseltek (The Defiant Ones), Gigi
- 7 : Külön asztalok (Separate Tables)
- 6 : Auntie Mame, Macska a forró bádogtetőn (Cat on a Hot Tin Roof), Élni akarok! (I Want to Live!)
- 5 : Rohanva jöttek (Van, aki futva érkezett) (Some Came Running)
- 3 : Egy bizonyos mosoly (A Certain Smile), Az öreg halász és a tenger (The Old Man and the Sea), South Pacific, Oroszlánkölykök (The Young Lions)
- 2 : Bell, Boszorkányos szerelem (Book and Candle), Idegen a cowboyok között (The Big Country), Lakóhajó (Houseboat), Journey Into Spring, A nagy riport (Teacher's Pet), Szédülés (Vertigo), White Wilderness

### Egynél több díjjal bíró filmek
- 9 : Gigi
- 2 : Megbilincseltek (The Defiant Ones), Külön asztalok (Separate Tables)